# Irene Delroy
Josephine Lucille Sanders (21 de julio de 1900 – 14 de junio de 1985), conocida por su nombre artístico Irene Delroy, fue una actriz de teatro estadounidense. 

## Primeros años
Nacida como Josephine Lucille Sanders, Delroy era hija de Mr. y Mrs. Roy Sanders de Bloomington, Illinois. Asistió a la Bloomington High School y a la University High School.

## Carrera
La primera aparición de Delroy en las obras teatrales fue cuando trabajó como bailarina de ballet en la Compañía de Ópera de Chicago. Mientras hacia un visita a la Compañía de Ópera de Chicago en 1920, decidió dejar su grupo para unirse a la producción A Night Off en Plainfield, Nueva Jersey. Dos semanas después de hacer su primera aparición, los productores, que no tenían experiencia, se retiraron para regresar a sus trabajos anteriores. Delroy regresó a Chicago y se unió a una producción de Angel Face, que pronto terminó durante una huelga de la Asociación de Equidad de Actores.
Delroy hizo su primera aparición en Broadway en la revista musical Frivolities of 1920. Protagonizó la revista musical Greenwich Village Follies entre 1923 y 1926 y también hizo apariciones en Ziegfeld Follies of 1927. También protagonizó los musicales Round the Town (1924), Here's Howe (1928), Follow Thru (1929), y Top Speed (1930).
Durante una crítica de Greenwich Village Follies publicada en The New York Times el 25 de diciembre de 1925, describieron a Delroy como "radiantemente hermosa y dulcemente elegante y melodiosa" durante la producción.
Hans J. Wollstein, describió a Delroy como "completamente un desperdicio de la industria cinematográfica en 1930". Delroy apareció en Oh! Sailor Behave (1930), The Life of the Party (1930), y Men of the Sky (1931).

## Vida personal
Delroy se retiró después de casarse con W. L. Austin, Jr. el 15 de julio de 1931. Quien fue presidente de Island Park Associates, Inc.,una compañía que era operada por Atlantic Beach y era parte de Rockaway Point. Mientras estaba en su luna de miel en Murray Bay, Quebec, Canadá, Delroy se cayó de un caballo. Sus heridas incluyeron "una leve fractura del cráneo y una ligera conmoción cerebral; una doble fractura de un dedo y la dislocación de uno de los huesos de la cadera". Se divorciaron el 1 de julio de 1937.

## Filmografía
- The Inside of the Cup (1921)
- Oh Sailor Behave (1930)
- The Life of the Party (1930)
- Divorce Among Friends (1930)
- Men of the Sky (1931)
- Sound Defects (1937, cortometraje)